# Johannes von Dewall

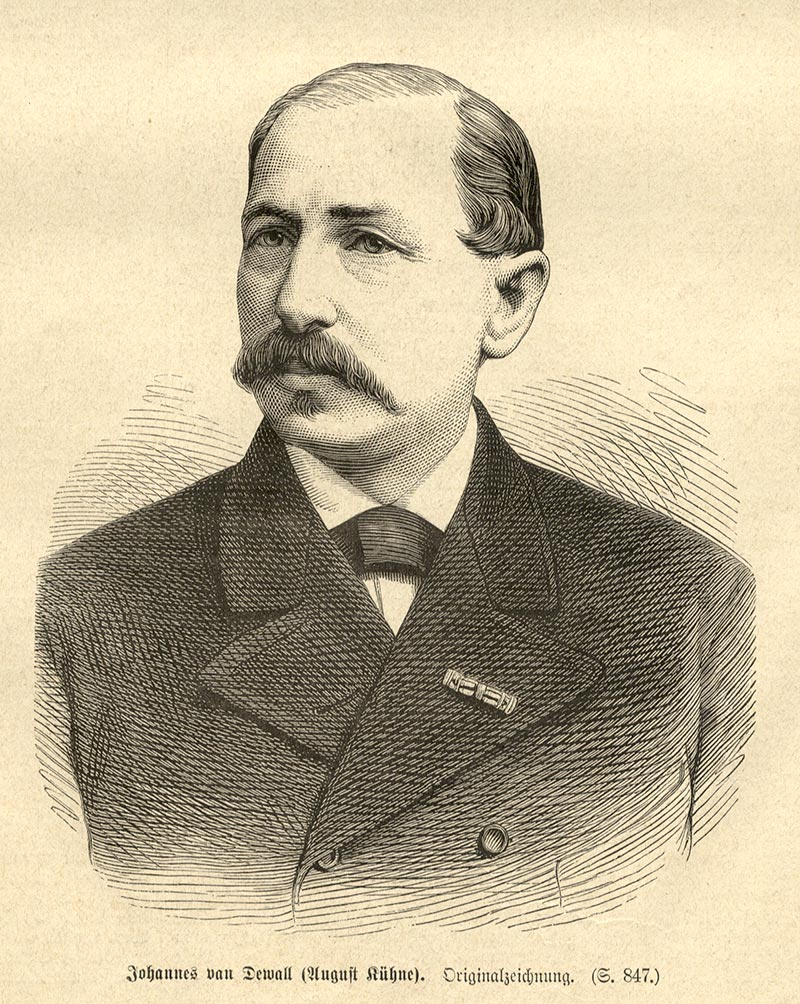
Johannes von Dewall

Johannes von Dewall, gebürtig August Kühne, (* 29. November 1829 in Herford; † 16. April 1883 in Wiesbaden) war ein preußischer Offizier und Schriftsteller.

## Leben
Der Offizierssohn trat nach dem Besuch des Gymnasiums 1841 in das Kadettenhaus Bensberg ein. 1848 wurde er als Gardeartillerieoffizier in die Preußische Armee aufgenommen. 1857 wurde er bei der Pulverexplosion in Mainz verwundet, bewährte sich dabei durch so große Entschlossenheit, dass er ausgezeichnet wurde. Den Feldzug 1866 machte er bei der 7. Division mit, danach war in Wiesbaden stationiert. Er nahm außerdem noch an den Feldzügen 1864 und 1870/71 teil. Nachdem er 1875 als Oberstleutnant seinen Abschied genommen hatte, ließ er sich in Wiesbaden nieder, wo er im Alter von 53 Jahren am 16. April 1883 starb.

## Rezeption
„Kühne, der – wohl zur besseren Unterscheidung von dem Schriftsteller Gustav Kühne (geb. Magdeburg 1806, gest. Dresden 1888) – unter dem Namen Johannes van Dewall schrieb, erweist sich in seinen Werken als ein gewandter Erzähler, der die große Welt kennt und von ihr treffende Sittenbilder gibt. In den Kadettengeschichten entfaltet er ein hübsches humoristisches Talent. Kühne hat seine Anlagen richtig erkannt, sie fleißig gewertet und mit seinen Werken sich in den Kreis der großen Erzähler würdig eingereiht.“

## Werke
- Geschichte des Dänischen Feldzuges. Potsdam 1864 – Skizzen aus dem Feldzuge von 1866. Potsdam 1868

Die folgenden Titel sämtlich unter dem Pseudonym Johannes van Dewall
- Der rote Baschlick [Nov.]. Stuttgart: Hallberger 1872. 212S.; 3. Aufl. Stuttgart: Dt. Verlags-Anstalt 1894. 212S.
- Der Spielprofessor [Roman]. Stuttgart: Hallberger 1874. 343S.; 2. Aufl. ebd. 1877
- Der Ulan [Roman]. Stuttgart: Hallberger 1874. 367S.; 3. Aufl. ebd. 1889. 415S.
- Die Schoitaschirten [Erz.]. Stuttgart: Kröner 1874–1876. 32S. (Reiselectüre 11)
- Eine große Dame [Nov. in 2 Bdn.]. Stuttgart: Hallberger 1875. 213, 222S.; 3. Aufl. Stuttgart: Dt. Verlags-Anstalt 1890. 248, 251S.
- Ein Frühlingstraum [Roman]. Stuttgart: Hallberger 1875. 279S.; 2. Aufl. ebd. 1878
- Else Hohenthal [Roman]. Berlin: Janke 1875. 348S. (=Dt. Romanbibl. 3, 2); 2. Aufl. ebd. 1878
- Graumann. Ein Roman aus kleinen Kreisen. 2 Bde. Stuttgart: Hallberger 1875. 257, 242S.; 2. Aufl. Stuttgart: Dt. Verlags-Anstalt 1878
- Vermißt [Roman]. Stuttgart: Hallberger 1875. 234S.; 2. Aufl. ebd. 1877
- Der tolle Baron [Erz.]. Berlin: Janke 1877. 126S.; 2. Aufl. ebd. 1897. 128S.
- Das Geheimniß. Erzählung aus dem Gömörer Comitat. 3 Bde. Berlin: Janke 1877. 288, 301, 301S.; 2. Aufl. ebd. 1887
- Aus meinen Kadettenjahren. Lose Blätter. Stuttgart, Leipzig: Hallberger 1877. II, 128S. [mit Abb.]
- Kadettengeschichten. Erinnerungen aus meinen Kadettenjahren. Stuttgart, Leipzig: Dt. Verlagsanstalt 1877. 252S.; 2. Aufl. ebd. 1885 (UB Bochum-Querenburg); Nachdr. 1901. 252S. (SB Bielefeld)
- Don Enrique de Ramiro. Breslau: Schottländer 1877. 317S.; 2. Aufl. ebd. 1898. 329S. (StLB Dortmund)
- Erlösung. Eine Erzählung. 2 Bde. Stuttgart: Hallberger 1879. 299, 296S. (=Dt. Romanbibl. 6, 2); 2. Aufl. ebd. 1881
- Eine Schweizerpension [Nov.]. Stuttgart: Dt. Verlagsanstalt 1879. 332S.; 2. Aufl. ebd. 1881
- Unkraut im Weizen [Roman]. Stuttgart: Hallberger 1879. 232S.; 3. Aufl. ebd. 1893
- Auf schiefer Ebene [Roman]. 3 Bde. Stuttgart: Dt. Verlagsanstalt 1880. 295, 303, 380S.
- Der gordische Knoten [Roman]. Stuttgart, Leipzig: Hallberger 1878. 238S.; 2. Aufl. Stuttgart, Leipzig: Dt. Verlagsanstalt 1880
- Der alte Hans [Roman]. 4 Bde. Stuttgart: Dt. Verlagsanstalt 1881. 312, 337, 333, 327S.
- Nadina. Ein Blatt verweht im Sturm [Roman]. 3 Bde. Stuttgart: Dt. Verlagsanstalt 1881. 254, 248, 247S. (StLB Dortmund); 2. Aufl. Stuttgart, Leipzig: Dt. Verlagsanstalt [um 1883]; Hamburg: Gesellsch. für Lit., Leuchtfeuer-Verlag 1925 (=Jahresreihe für Mitglieder der Gesellsch. für Lit. 4)
- Die beiden Russinnen [Roman]. 2 Bde. Stuttgart: Dt. Verlagsanstalt 1881. 281, 288S.
- In die Fremde [Roman]. Stuttgart: Dt. Verlagsanstalt 1882. 289S.
- Mondschein-Geschichten. Novellen. Stuttgart: Dt. Verlagsanstalt 1882. 158, 177S. (StUB Köln)
- Graf Rübezahl [Roman]. 2 Bde. Leipzig, Stuttgart: Dt. Verlagsanstalt 1882. 269S.
- Strandgut [Roman]. 3 Bde. Stuttgart: Hallberger 1882. 237, 221, 203S.
- Ein Mann [Roman]. Stuttgart: Dt. Verlagsanstalt 1883. 321S. (StUB Köln)
- Nordlicht [Roman]. 3 Bde. Stuttgart: Dt. Verlagsanstalt 1883. V, 284, 294, 331S. (SB Wuppertal-Elberfeld, StLB Dortmund)
- Madame Pauline. Eine Erzählung aus der Zeit der Invasion. Stuttgart: Dt. Verlagsanstalt 1883. 127S.; 2. Aufl. Berlin: Janke 1897. 127S.
- Der Roman eines Hypochonders. Stuttgart: Dt. Verlagsanstalt 1883. 267S. (StA Bielefeld) – postum: Nazarena Danti [Nov.]. Berlin: Janke 1884. 128S.
- Vor Thoresschluß [Erz.]. Berlin: Janke [1884]. 174S.
- Il Parpaglione [Nov.]. Berlin: Franke 1884. 135S. (StA Bielefeld)
- An der Grenze [Roman]. 2 Bde. Stuttgart, Leipzig: Dt. Verlagsanstalt 1884. 255, 245S. (StA Bielefeld); 2. Aufl. ebd. 1892
- Der Kommandant [Roman]. Stuttgart: Dt. Verlagsanstalt 1884. 361S.; 2. Aufl. Stuttgart, Leipzig: Dt. Verlagsanstalt 1887. 361S.
- Katharina Ollsand [Roman]. 3 Bde. Stuttgart: Dt. Verlagsanstalt 1884. 313, 326, 354S.; 2. Aufl. Stuttgart, Leipzig: Dt. Verlagsanstalt [um 1886]
- Sonnige Tage. Aus den Erinnerungen. Stuttgart: Dt. Verlagsanstalt 1884. 191S.
- Der schöne Lehmann [Erz.]. Stuttgart: Krabbe 1885. III, 156S. (StA Bielefeld); Neuaufl. ebd. 1890. 156S. (UB Bochum-Querenburg)
- Eine Mesalliance [Erz.]. Stuttgart: Hallberger 1885. 132S.
- Der Sklavenhändler [Erz.]. Stuttgart: Dt. Verlagsanstalt 1885. 124S.
- Auf einem verlorenen Posten. Eine wahre Geschichte. Leipzig: Reclam 1885. 119S. (=Romanbibl. zu Reclam's Universum 3) (StLB Dortmund)
- Die Erbtante. Roman. 2 Bde. Stuttgart: Dt. Verlagsanstalt 1885. 271, 273S. (=Dt. Romanbibl. 12, 2); 2. Aufl. ebd. 1893
- Histörchen. Lose Blätter. Berlin: Janke 1885. 128S.
- Mareiken [Roman]. 3 Bde. Berlin: Janke 1885. 219, 212, 216S.
- Auf diesem nicht mehr ungewöhnlichen Wege [Nov.]. Berlin: Janke 1886; Nachdr. 1914. 80S. (StA Bielefeld)
- Im Bivonak. Allerhand Geschichten aus vergangenen Tagen. Berlin: Janke 1886. 119S.
- Zwei Stecknadeln [Erz.]. Berlin: Janke 1887. 116S.
- Manöver- und Kriegsbilder. Stuttgart: Krabbe [1888]. 164S. (StA Bielefeld)
- Der Amazonenklub. Petronella. Stuttgart: Krabbe 1889. 157S. – Bunte Bilder. Drei Humoresken aus dem Militärleben. Stuttgart: *Krabbe [1891]. 136S. (StA Bielefeld) [Inhalt: Der Zug des Herzens; Der junge Mann mit zwei Orden; Die Haar-Tinktur]
- Dear Elsie, a novel. Translated from the German by Mary J. Safford. New York: Bonners 1892. VII, 345S.
- Verloren und gefunden. Roman 1914 – Über die Faustsage. Bd. 1. o.O.u.J. [Zerbst: Francisceum Programm von 1860] (ULB Münster)